# Maiana
Maiana è un atollo situato nella Repubblica di Kiribati, nel Nord dell'arcipelago delle Isole Gilbert.
L'atollo ha una superficie di 27 km² ed una laguna di 98,4 km². Al censimento del 2005 possedeva 1 908 abitanti.